# Raoul Wallenberg Emberség Háza Egyesület
A Raoul Wallenberg Emberség Háza Egyesület 2021-ben megalakult nonprofit szervezet, melynek célja olyan intézmény létrehozása, amely programjain keresztül a toleranciát, egymás kölcsönös megértését, a civil kurázsit, a demokratikus jogok gyakorlását segíti elő.

## Kezdetek
A Raoul Wallenberg Emberség Háza Egyesület két alapító tagja, Horváth-Lindberg Judit és Sipos András, több évi a budapesti Raoul Wallenberg Egyesületen belüli munkájuk, valamint Horvath-Lindberg Judit a stockholmi Raoul Wallenberg Academyn belüli több évi önkéntes munkája alapján arra a meggyőződésre jutottak, hogy Raoul Wallenberg és más embermentők példájára, emberi tartására, mint példaképekre nagy szükség van napjainkban is a magyar társadalomban, különösen a fiatalok körében. 2020-ban úgy döntöttek, hogy megalapítják a Raoul Wallenberg Emberség Háza Egyesületet új lehetőségek megteremtésére. Az egyesület bejegyzése előtt a későbbi tagok több projekten is dolgoztak, amelyet ezután az egyesület keretin belül folytatnak. Ilyen például a Kocka-projekt, vagy Fiatal kurázsi díj.

## Küldetése
- Az egyéni sorsok történetén keresztül is életben tartani azokat az értékeket, melyeket Raoul Wallenberg és más embermentők tevékenysége képvisel, az általuk tanúsított civil kurázsi és humánus gondolkodás fényében.
- Az egyén belső meggyőződésének megerősítése arra vonatkozóan, hogy egyetlen személy is tud változást hozni egy együttműködőbb, humanista társadalom eléréséhez.
- A humanista értékek megismertetése és elfogadtatása - nem utolsó sorban a felnövő generáció részére - annak érdekében, hogy az egyén egyenrangú és egyenértékű tagja lehessen társadalmának.
- Szociális háttértől, életkortól, vallási és etnikai hovatartozástól függetlenül a társadalom széles köreinek bevonása az egyesület munkájába.

## Célok
- Programokkal megtölteni egy olyan intézményt, mely névadója és a történelem során megjelenő más embermentők példáján keresztül fontos társadalmi értéknek tekinti a toleranciát, a civil kurázsit, a demokratikus jogok gyakorlását, a „Másik” elfogadását.
- Tudatosítani a társadalom egészében – kiemelten az oktatásban – Raoul Wallenberg és más embermentők civil kurázsiját, toleranciáját, morális és etikai példáját.
- Belső morális iránytű kialakítsa, megerősítése a fiatalokban, mely elősegíti a humanista értékek felvállalását a társadalomban.
- A civil kurázsi példáinak bemutatása, mint a társadalomért, embertársaiért felelős ember cselekedete.
- Lehetőség teremtése társadalmi, etikai és morális kérdésekben társadalmi dialógusra.
- Megvilágítani, és nemzetközi perspektívába helyezni a magyar történelem felvilágosodás utáni, 1945-ig terjedő periódusát.
- Bizonyságot tenni az 1944–45-ös történelmi eseményekről, mint a magyar történelem szerves részéről.

## Alapelvek
- Az ember emberért való felelőssége.
- A morális, etikai értékek fontossága az emberek egymás közötti viszonyában.
- Az emberek közötti dialógus és a társadalmi párbeszéd fontossága.
- Az emberi szabadság, az egyének egymás iránti és társadalmi felelőssége.
- Az emberi jogok érvényesülése.

## Elnökség

#### Felügyelő bizottság
- Elnök: Laczkóné dr. Tuka Ágnes
- Tagok: Kun György, Nagy Imréné

#### Alapító tagok
- Dániel Magdolna
- Domokos Julianna (elnökségi tag)
- Gergely Anna, dr.
- Herczog László dr.
- Horvát Ágnes
- Horváth Lindberg Judit (alelnök)
- Laczkóné Tuka Ágnes dr.
- Lovász Sándor dr.
- Major Péterné (elnökségi tag)
- Pécsi Tibor (elnökségi tag 2023.07.24-ig)
- Róka Gyula
- Sipos András (elnök)
- Sipos Melinda
- Somló Zsuzsa
- Várkonyi Julianna dr.

#### A Raoul Wallenberg Emberség Háza partnerei
- BMSZC Neumann János Informatikai Technikum, Budapest.
- Tarsoly Ifjúságért Egyesület
- Raoul Wallenberg Academy (Stockholm)
- Svéd Nagykövetség (Budapest)
- Swedish Institute (Stockholm)

#### Az egyesülettel kapcsolatos publikációk, hivatkozások
- 2017.08.07. – Cube exhibition in Kungsträdgården[1]
- 2018.05.11. – Zugló TV, youtube csatorna: Kocka projekt nap a Neumannban 2018. május [2]
- 2018.05.31. – Zugló újság 8. oldal: Játékos ismerkedés az emberi jogokkal[3]
- 2018.08.08. – Neumann - Kocka projekt - weblap [4]
- 2018.12.03. – Kocka[5]
- 2020.03.12. – Heti TV: Wallenberg kocka-projekt[6]

- 2021.02.22. – bicske.hu: Ungt Kurage Díj - Fiatal Kurázsi Díj[7]
- 2021.03.23. – Kibic Magazin: A civil kurázsi a ma gyar társadalomban is jelen van[8]
- 2021.03.25. – Fidelio: Raoul Wallenberg emlékezete – Magyarország bátor fiataljait keresi a svéd nagykövetség[9]
- 2021.08.30. – Kibic Magazin: Magyar fiatalok viszik tovább Raoul Wallenberg örökségét[10]
- 2021.09.20. – Kibic Magazin: A változás érdekében tudatosítani kell az emberekben, miért rossz az, amit tesznek[11]
- 2021.09.23. – Kibic Magazin: Nincsen külön férfi vagy női munka, asztalokat rámolni mindenki tud[12]
- 2022.03.08. – MAZSIHISZ: Young Courage Award – Civil Kurázsi-díj fiataloknak[13]
- 2022.03.17. – Unicef: Új fejezet – interjú Simon Szonjával, az UNICEF Fiatal Nagykövetével[14]
- 2022.07.24. – Blikk: „Minden gyermek megérdemli, hogy legalább egyszer elmehessen nyaralni” – Hátrányos helyzetű gyerekeken segít Jancsi, a 18 éves borsodi gimnazista[15]
- 2022.12.27. – Webrádió: A Raoul Wallenberg Emberség Háza Egyesület közleménye[16]
- 2023.04.10 - Karig Sára- Díj[17]

### Díjak

#### Emberség díj
mottó: „Minden ember tehet különbséget.”
Raoul Wallenberg Emberség Háza Egyesület 2022-ben alapított díja 

##### Díjazottak
2022 - Ábrahám Lara, Berczi Dorka, Ködmön Kristóf, Krauth Eszter és Kuru János

#### Ungt Kurage - Fiatal kurázsi - Young Courage díj[7][8][9][10][11][13][15]
Magyarországon a budapesti svéd nagykövetség írja ki a pályázatot és a Raoul Wallenberg Emberség Háza Egyesület képviselőivel közösen választják ki a magyar jelölteket. A felterjesztett jelöltek közül a stockholmi Raoul Wallenberg Academy választja ki a díjazottakat

Az eredetileg Svéd fiatalok számára alapított díj, 2021 óta nemzetközi, így már magyar fiatalok számára is elérhető.
Az Ungt Kurage Díj egy újonnan alapított elismerés olyan magyar fiatalok számára, akik valamilyen helyzetben civil kurázsiról, erkölcsi bátorságról tettek tanúbizonyságot. 
Az elismerés részeként egy éven át viselhetik az „Ungt Kurage nagykövet” címet 
A legjobb magyar pályázatok továbbjuthatnak a nemzetközi „Young Courage Award”-ra is, amelyet a svédországi Raoul Wallenberg Akadémia zsűrije oszt ki.

(Fidelio)

##### Díjazottak
2021 - Bozsó Borbála, Kocsis Boglárka
2022 - Dombi Miksa, Markovics Anna

#### Karig Sára-díj
Raoul Wallenberg Emberség Háza Egyesület 2023-ban alapított díja, azon magyar állampolgár részére, „aki élete során – Karig Sárához méltóan – bátran, egyenes gerinccel élt, tettein keresztül a társadalmi igazságosságra törekedett és ebben példát mutatott embertársainak. Mindig szem előtt tartotta az emberi és közösségi értékeket és ezért kivívta szűkebb-tágabb környezete elismerését, megbecsülését”.

##### Díjazottak
| Év   | Név                                        | Megj.  |
| ---- | ------------------------------------------ | ------ |
| 2023 | Nem került kiosztásra.                     | [ 18 ] |
| 2024 | Benda Iván fotográfus                      | [ 19 ] |
| 2024 | Orosz Ferenc biokémikus, tudományos kutató | [ 19 ] |

### Programok

#### Párbeszéd a hétköznapi emberségről - BÁNK
Az egyesület első önálló programja mintegy 50 résztvevővel
Időpont: 2022. augusztus 7. vasárnap
Helyszín: 2653. Bánk, Dózsa György utca 19.
Házigazda: Horváth-Lindberg Judit a Raoul Wallenberg Emberség Háza Egyesület elnökhelyettese
Előadások
- Garam Katalin (fordító) - Raoul Wallenberg példája.
- Dr. Herczog László (közgazdász) - A másik is számít.
- Emberség Díjban részesültek korreferátumai: Ábrahám Lara és Berczi Dorka, Ködmön Kristóf.
- Horváth- Lindberg Judit (pszichológus) – Mit jelent az emberség napjainkban Európában?

#### Új fejezet projekt
Simon Szonja - az Ungt Kurage díj jelöltje - az egyesület ifjúsági csoportjának koordinátora, az UNICEF Magyarország Fiatal Nagykövete, az egyesület támogatásával gyermekotthonokba, ifjúságpszichiátriákra és egyéb segítő szervezetekhez juttat el könyveket. A projekt során eddig több mint 6000 könyvet adományoztak a Pagony és a Betűtészta Kiadó jóvoltából. 

#### Kockaprojekt
Az eredetileg svéd iskolák számára létrehozott "Cube Project" 2016-ban vált nemzetközivé. A résztvevő országok Svédország, Magyarország, Szerbia, Franciaország, Spanyolország, Amerikai Egyesült Államok.

A nemzetközi projekt célja, hogy a fiatalok megismerjék az ENSZ által elfogadott 30 emberi jogot. A kocka 3x3x3 méter, amelyben a fiatalok egy szabadon választott paragrafust dolgoznak fel, írásban, képekben, rajzban, vagy egyéb módon. A munka során együtt dolgoznak, gondolkodnak és beszélgetnek egymással és tanáraikkal.
2016 – 2017
- Kölcsey Ferenc Gimnázium, Budapest.
- József Attila Gimnázium, Budapest.

2017 – 2018
- BMSZC Neumann János Számítástechnikai Szakgimnázium, Budapest.

- Szerb Antal Gimnázium, Budapest.

2018 – 2019
- Lauder Javne Iskola, Budapest.

- Addetur Baptista Gimnázium,

2019 – 2020
- Vasvári Pál Gimnázium, Székesfehérvár.

- Szegő Gábor Általános Iskola, Szolnok.

2022 - 2023
- BMSZC Neumann János Informatikai Technikum, Budapest.

#### Az identitás kérdései
Laczkóné dr. Tuka Ágnes politológus interaktív előadásai középiskolás diákok és egyetemi hallgatók részére. 

#### "Kik vagyunk?" - Workshop – 2022.11.28[16]
A Raul Wallenberg Emberség Háza Egyesület és a BMSzC Neumann János Informatikai Technikum mini konferenciát és workshopot szervezett 2022. november 28-án középiskolás diákok számára.

#### Séta az emberség útján
A Raoul Wallenberg Emberség Háza Egyesület rendhagyó városnézést kínál a magyar történelem egyik legviharosabb időszakát megismerni kívánók számára.